# Председател на Народното събрание на България
Председателят на Народното събрание е едноличен орган на българския парламент. Това не изключва възможността той да има заместници, които да ръководят дейността на Парламента и осъществяват други правомощия, предоставени от председателя, когато той отсъства. Народното събрание само̀ определя броя на заместник-председателите, като критерият е броят на парламентарните групи. Председателят е вътрешен ръководен орган и не заема самостоятелно място в йерархичната система на държавните органи.
Изискванията за председател на Народното събрание са същите като за народен представител (той се избира от състава на народните представители): да е български гражданин, който няма друго гражданство; да е навършил 21 години; да не е поставен под запрещение; да не изтърпява наказание лишаване от свобода (чл. 65, ал. 1 КРБ)

## Помощни органи
Председателят на Народно събрание се подпомага от председателски съвет, който е съвещателен орган. В него са включени заместник-председателите на Народното събрание, председателите на парламентарните групи и председателят на законодателната комисия. При необходимост може да бъдат поканени да присъстват на заседанията на съвета и председатели на други комисии.
Правилниците за организацията и дейността на следващите три парламента не предвиждат създаването на председателски съвет. Независимо от това председателят може да свиква за консултации по различни въпроси председателите на парламентарните групи.

## Правомощия на председателя
Основните правомощия на председателя са определени в чл. 77 от Конституцията, а други са регламентирани в Правилника за организация и дейност на Народното събрание. Правомощията могат да бъдат разделени в две групи – по ръководене на Народното събрание и представителни.

### Правомощия по ръководене на Народното събрание
Основното правомощие на председателя е да ръководи разискванията и гласуванията в заседанията на Народното събрание. Той предлага проекта за дневен ред на заседанията (чл. 77, ал. 2 КРБ); открива, ръководи ги и ги закрива и осигурява реда в заседателната зала (чл. 77, ал. 3 КРБ); удостоверява с подписа си съдържанието на приетите актове (чл. 77, ал. 4 КРБ); разпорежда да бъдат обнародвани обръщенията, декларациите и решенията, приети от Народното събрание (чл. 77, ал. 6 КРБ). Правилника за организацията и дейността на Народното събрание конкретизира и доразвива разпоредбите на Конституцията, като определя, че: председателят разпределя законопроектите между комисиите; определя местата на парламентарните групи, президента и членовете на Министерски съвет в залата; удостоверява с подписа си стенографските дневници от заседанията; следи за спазването на правилника.
Голяма част от правомощията на председателя имат организационно-административен характер: той упражнява бюджета на Народното събрание; назначава и осовбождава главния секретар и служителите в кабинета на председателя и заместник-председателите на парламентарните групи и квесторите; определя правилата за вътрешния ред в сградите; определя класификатора на длъжностите в Народното събрание; дава разпореждания на вътрешната и външната охрана и упражнява контрол върху тях.
Заедно с всичките си правомощия председателят притежава всички права и задължения, каквито имат останалите народни представители.

### Представителни правомощия
Председателят представлява Народното събрание пред другите държавни органи и организира връзките и взаимодействието с тях. Той организира международните връзки на Народното събрание; приема парламентарни делегации и ръководители на други държави; организира или ръководи български парламентарни делегации в други страни.

## Предсрочно освобождаване
Председателят и неговите заместници могат да бъдат предсрочно освободени, когато системно не изпълняват правомощията си. Инициативата за това принадлежи на една трета от народните представители. Предложението за освобождаване се поставя на тайно гласуване, като то се счита за прието, когато за него гласуват повече от половината присъстващите народни представители.
Председателят и заместниците му могат да бъдат предсрочно освободени и по тяхно искане, без то да се обсъжда и глсува. В тези случаи нов избор се произвежда в срок от 14 дни.
XXXVIII народно събрание възприема и още едно основание за предсрочно освобождаване – при преустановяване съществуването на парламентарната група, от която е излъчен". И в този случай няма обсъждане и гласуване.

## Списък на председателите на Народното събрание[2]
| Събрание                          | Име                         | От               | До                |
| Княжество България                |                             |                  |                   |
| Учредително Народно събрание      | Антим I                     | 10 февруари 1879 | 16 април 1879     |
| I велико народно събрание         | Антим I                     | 17 април 1879    | 26 юни 1879       |
| I обикновено народно събрание     | Петко Каравелов             | 21 октомври 1879 | 24 ноември 1879   |
| II обикновено народно събрание    | Петко Каравелов             | 23 март 1880     | 26 март 1880      |
| II обикновено народно събрание    | Петко Славейков             | 26 март 1880     | 28 ноември 1880   |
| II обикновено народно събрание    | Никола Сукнаров             | 29 ноември 1880  | 18 декември 1880  |
| II велико народно събрание        | Без председател             | 1 юли 1881       |                   |
| III обикновено народно събрание   | Симеон Варненско-Преславски | 11 декември 1882 | 8 септември 1883  |
| III обикновено народно събрание   | Димитър Греков              | 9 септември 1883 | 25 декември 1883  |
| IV обикновено народно събрание    | Петко Каравелов             | 27 юни 1884      | 30 юни 1884       |
| IV обикновено народно събрание    | Стефан Стамболов            | 30 юни 1884      | 26 август 1886    |
| IV обикновено народно събрание    | Георги Живков               | 1 септември 1886 | 6 септември 1886  |
| III велико народно събрание       | Георги Живков               | 19 октомври 1886 | 1 ноември 1886    |
| III велико народно събрание       | Димитър Тончев              | 22 юни 1887      | 3 август 1887     |
| V обикновено народно събрание     | Димитър Тончев              | 15 октомври 1887 | 12 декември 1888  |
| V обикновено народно събрание     | Захарий Стоянов             | 13 декември 1888 | 6 септември 1889  |
| V обикновено народно събрание     | Панайот Славков             | 22 октомври 1889 | 17 декември 1889  |
| VI обикновено народно събрание    | Панайот Славков             | 15 октомври 1890 | 12 декември 1892  |
| VI обикновено народно събрание    | Димитър Петков              | 14 декември 1892 | 15 декември 1892  |
| IV велико народно събрание        | Димитър Петков              | 3 май 1893       | 17 май 1893       |
| VII обикновено народно събрание   | Димитър Петков              | 15 октомври 1893 | 19 ноември 1893   |
| VII обикновено народно събрание   | Георги Живков               | 20 ноември 1893  | 1 август 1894     |
| VIII обикновено народно събрание  | Теодор Теодоров             | 15 октомври 1894 | 4 февруари 1896   |
| IX обикновено народно събрание    | Георги Янкулов              | 1 декември 1896  | 19 декември 1898  |
| X обикновено народно събрание     | Димитър Вачов               | 16 май 1899      | 1 октомври 1899   |
| X обикновено народно събрание     | Жечо Бакалов                | 18 октомври 1899 | 29 септември 1900 |
| XI обикновено народно събрание    | Иван Евстратиев Гешов       | 22 февруари 1901 | 25 октомври 1901  |
| XI обикновено народно събрание    | Марко Балабанов             | 25 октомври 1901 | 23 декември 1901  |
| XII обикновено народно събрание   | Драган Цанков               | 22 април 1902    | 31 март 1903      |
| XIII обикновено народно събрание  | Петър Стайков               | 2 ноември 1903   | 30 януари 1904    |
| XIII обикновено народно събрание  | Тодор Гатев                 | 20 октомври 1904 | 15 октомври 1905  |
| XIII обикновено народно събрание  | Петър Гудев                 | 17 октомври 1905 | 2 март 1907       |
| XIII обикновено народно събрание  | Добри Петков                | 5 март 1907      | 18 април 1908     |
| Царство България                  |                             |                  |                   |
| XIV обикновено народно събрание   | Христо Славейков            | 15 юни 1908      | 15 септември 1910 |
| XIV обикновено народно събрание   | Петър Ораховац              | 15 октомври 1910 | 15 февруари 1911  |
| V велико народно събрание         | Стоян Данев                 | 9 юни 1911       | 9 юли 1911        |
| XV обикновено народно събрание    | Стоян Данев                 | 15 октомври 1911 | 1 юни 1913        |
| XV обикновено народно събрание    | Иван Евстратиев Гешов       | 26 юни 1913      | 23 юли 1913       |
| XVI обикновено народно събрание   | Димитър Вачов               | 19 декември 1913 | 31 декември 1913  |
| XVII обикновено народно събрание  | Димитър Вачов               | 20 март 1914     | 15 април 1919     |
| XVIII обикновено народно събрание | Найчо Цанов                 |                  | 10 октомври 1919  |
| XIX обикновено народно събрание   | Александър Ботев            | 15 април 1920    | 24 юни 1921       |
| XIX обикновено народно събрание   | Недялко Атанасов            | 4 ноември 1921   | 11 март 1923      |
| XX обикновено народно събрание    | Александър Ботев            | 21 май 1923      | 11 юни 1923       |
| XXI обикновено народно събрание   | Тодор Кулев                 | 9 декември 1923  | 4 януари 1926     |
| XXI обикновено народно събрание   | Александър Цанков           | 5 януари 1926    | 15 април 1927     |
| XXII обикновено народно събрание  | Александър Цанков           | 19 юни 1927      | 15 май 1930       |
| XXII обикновено народно събрание  | Никола Найденов             | 21 май 1930      | 18 април 1931     |
| XXIII обикновено народно събрание | Стефан Стефанов             | 20 август 1931   | 12 октомври 1931  |
| XXIII обикновено народно събрание | Александър Малинов          | 15 октомври 1931 | 18 май 1934       |
| XXIV обикновено народно събрание  | Стойчо Мошанов              | 22 май 1938      | 27 април 1939     |
| XXV обикновено народно събрание   | Никола Логофетов            | 24 февруари 1940 | 16 май 1941       |
| XXV обикновено народно събрание   | Христо Калфов               | 16 май 1941      | 23 август 1944    |
| XXVI обикновено народно събрание  | Васил Коларов               | 15 декември 1945 | 6 ноември 1946    |
| Народна република България        |                             |                  |                   |
| VI велико народно събрание        | Васил Коларов               | 7 ноември 1946   | 8 декември 1947   |
| VI велико народно събрание        | Райко Дамянов               | 9 декември 1947  | 21 октомври 1949  |
| XXVII народно събрание            | Фердинанд Козовски          | 17 февруари 1950 | 2 ноември 1953    |
| XXVIII народно събрание           | Фердинанд Козовски          | 14 януари 1954   | 11 декември 1957  |
| XXIX народно събрание             | Фердинанд Козовски          | 13 януари 1958   | 4 ноември 1961    |
| XXX народно събрание              | Фердинанд Козовски          | 15 март 1962     | 12 септември 1965 |
| XXX народно събрание              | Сава Гановски               | 6 декември 1965  | 8 декември 1965   |
| XXXI народно събрание             | Сава Гановски               | 11 март 1966     | 18 май 1971       |
| XXXII народно събрание            | Георги Трайков              | 7 юли 1971       | 27 април 1972     |
| XXXII народно събрание            | Владимир Бонев              | 27 април 1972    | 9 март 1976       |
| XXXIII народно събрание           | Владимир Бонев              | 15 юни 1976      | 7 април 1981      |
| XXXIV народно събрание            | Станко Тодоров              | 16 юни 1981      | 21 март 1986      |
| XXXV народно събрание             | Станко Тодоров              | 17 юни 1986      | 3 април 1990      |
| Република България                |                             |                  |                   |
| VII велико народно събрание       | Николай Тодоров             | 17 юли 1990      | 2 октомври 1991   |
| XXXVI народно събрание            | Стефан Савов                | 4 ноември 1991   | 24 септември 1992 |
| XXXVI народно събрание            | Александър Йорданов         | 5 ноември 1992   | 17 октомври 1994  |
| XXXVII народно събрание           | Благовест Сендов            | 12 януари 1995   | 13 февруари 1997  |
| XXXVIII народно събрание          | Йордан Соколов              | 7 май 1997       | 19 април 2001     |
| XXXIX народно събрание            | Огнян Герджиков             | 5 юли 2001       | 4 февруари 2005   |
| XXXIX народно събрание            | Борислав Великов            | 23 февруари 2005 | 17 юни 2005       |
| XL народно събрание               | Георги Пирински             | 11 юли 2005      | 25 юни 2009       |
| XLI народно събрание              | Цецка Цачева                | 14 юли 2009      | 14 март 2013      |
| XLII народно събрание             | Михаил Миков                | 21 май 2013      | 5 август 2014     |
| XLIII народно събрание            | Цецка Цачева                | 27 октомври 2014 | 26 януари 2017    |
| XLIV народно събрание             | Димитър Главчев             | 19 април 2017    | 17 ноември 2017   |
| XLIV народно събрание             | Цвета Караянчева            | 17 ноември 2017  | 26 март 2021      |
| XLV народно събрание              | Ива Митева                  | 15 април 2021    | 12 май 2021       |
| XLVI народно събрание             | Ива Митева                  | 21 юли 2021      | 16 септември 2021 |
| XLVII народно събрание            | Никола Минчев               | 3 декември 2021  | 16 юни 2022       |
| XLVII народно събрание            | Мирослав Иванов (и.д.)      | 16 юни 2022      | 2 август 2022     |
| XLVIII народно събрание           | Вежди Рашидов               | 21 октомври 2022 | 3 февруари 2023   |
| XLIX народно събрание             | Росен Желязков              | 19 април 2023    | 25 април 2024     |
| XLIX народно събрание             | Росица Кирова (и.д.)        | 25 април 2024    | 19 юни 2024       |
| L народно събрание                | Рая Назарян                 | 20 юни 2024      | 10 ноември 2024   |
| LI народно събрание               | Наталия Киселова            | 6 декември 2024  |                   |

### Най-продължително управление
1. Фердинанд Козовски – 14 г. 11 м. 2 д. (от 4 мандата)
2. Станко Тодоров – 9 г. 6 м. 22 д. (от 2 мандата)
3. Владимир Бонев – 8 г. 8 м. 3 д. (от 2 мандата)
4. Цецка Цачева – 5 г. 10 м. 29 д. (от 2 мандата)
5. Димитър Вачов – 5 г. 5 м. 23 д. (от 3 мандата)
6. Сава Гановски – 5 г. 9 д. (от 2 мандата)